# 圣玛丽亚镇
圣玛丽亚镇（義大利語：Villa Santa Maria），是意大利基耶蒂省的一个市镇。总面积16平方公里，人口1449人，人口密度90.6人/平方公里（2009年）。ISTAT代码为069102。